# Sphaeripalpus auratus
Sphaeripalpus auratus is een vliesvleugelig insect uit de familie Pteromalidae. De wetenschappelijke naam is voor het eerst geldig gepubliceerd in 1896 door Ashmead.